# Радноршир
Ра́дноршир (валл. Sir Faesyfed, англ. Radnorshire) — традиционное графство Уэльса, существовавшее в качестве административно-территориальной единицы в составе Англии в период с 1535 по 1888 год.
Радноршир граничил с уэльскими графствами Брекнокшир на юге, Кардиганшир на западе и Монтгомеришир на севере, а также английскими графствами Шропшир на севере и Херефордшир на востоке.
Графство было образовано Генрихом VIII во время проведения реформы административной системы Англии, в соответствии с Актами о Законах Уэльса 1535—1543 годов. Территориальную основу новообразования составили аннексированные либо перешедшие в коронную собственность владения лордов Валлийской марки в кантревах Майлиенид и Элвайл, ранее входивших в состав валлийского королевства Поуис.
Актом о местном управлении 1888 года графство было преобразовано в административное графство Радноршир. Затем территориальное деление Уэльса было изменено Актом о местном управлении 1972 года, образовавшим двухуровневую административную систему, согласно которому земли Радноршира вошли в состав графства Поуис в качестве территориальной единицы второго уровня — района Раднор.
С 1996 года и по настоящее время земли Радноршира входят в состав унитарной административной области Поуис.